# TIA-568A/B
TIA/EIA-568 reprezintă un set de 3 standarde de telecomunicații care se referă la modul de cablare a produselor și serviciilor telecom. Cele 3 standarde sunt denumite formal: ANSI/TIA/EIA-568-B.1-2001, -B.2-2001, și -B.3-2001.
Standardul TIA/EIA-568-B a fost utilizat începând cu anul 2001 și a fost o evoluție a standardului TIA/EIA-568-A care a fost scos din uz. În același mod standardul TIA/EIA-568-C a înlocuit TIA/EIA-568-B.